# Riverdale
Riverdale er en amerikansk teen-drama tv-serie baseret på figurene fra Archie Comics. Serien blev tilpasset til CW af Archie Comics' kreative chef Roberto Aguirre-Sacasa, og er produceret af Warner Bros. Television og CBS Studios i samarbejde med Berlanti Productions og Archie Comics. 